# Тимирязево (Костанайская область)
Тимирязево (каз. Тимирязев) — упразднённое село в Житикаринском районе Костанайской области Казахстана. Входило в состав Муктикольского сельского округа. Исключено из учётных данных в 2023 году

## География
Находится примерно в 51 км к югу от районного центра, города Житикара. Код КАТО — 394453100.

## История
В октябре 1970 года на базе отделения № 3 (село Темирязево) совхоза «Мюктыкольский» появился совхоз «Прогресс» с численностью в первый год 283 человека.

## Население
| Численность населения | Численность населения | Численность населения | Численность населения | Численность населения |
| 1994                  | 1999                  | 2009                  | 2011                  | 2016                  |
| --------------------- | --------------------- | --------------------- | --------------------- | --------------------- |
| 1156                  | ↘805                  | ↘586                  | ↘398                  | ↘230                  |

| Народ                 | количество | %      |
| --------------------- | ---------- | ------ |
| казахи                | 179        | 45 %   |
| русские               | 119        | 29,9 % |
| украинцы              | 39         | 9,8 %  |
| белорусы              | 15         | 3,8 %  |
| немцы                 | 12         | 3 %    |
| татар                 | 6          | 1,5 %  |
| другие национальности | 28         | 7 %    |

## Экономика
Основным направлением села Тимирязево является сельское хозяйство. ТОО «Дала» является базовым хозяйством.

## Социальная сфера
С 2013 года в селе открыт филиал от районной центральной библиотеки. В селе нет дома культуры, все массовые мероприятия проводятся в здании местной школы. Работает общественная баня.